# Kazushige Abe
Kazushige Abe (en japonés, 阿部和重, Higashine, 23 de septiembre de 1968) es un escritor japonés contemporáneo. 
Al abandonar el instituto de Tateoka (Yamagata), se mudó a Tokio donde obtuvo un diplomado en la escuela de cinematografía,  trabajó como asistente y director de escena y comenzó a escribir novelas. 
Sin semillas, publicada en 2004, crónica de la familia de panaderos de la ciudad de Jinmachi (神町) «ciudad (町) de dios (神)», se ha comparado con textos de William Faulkner y de Gabriel García Márquez.